# Джон Спід
Джон Спід (англ. John Speed, 1551 або 1552 — 28 липня 1629) — англійський картограф та історик. Поруч з Крістофером Сакстоном є одним з найвідоміших англійських картографів раннього нового часу.

## Життя
Спід народився у Фарндоні (Чешир) і продовжив справу свого батька Самуїла, кравця.
Працюючи в Лондоні, Спід був кравцем і членом відповідної гільдії, і привернув до себе увагу «вчених» осіб. Серед них був сер Фульке Гревілль, який згодом встановив йому грошову допомогу, щоб Спід зміг присвятити всю свою увагу дослідженням. На 1598 рік Джон Спід користувався достатньою прихильністю патрона, щоб облишити свою фізичну працю і стати «науковцем на повний робочий день». У нагороду за його ранню роботу, королева Єлизавета надала Спіду право використовувати приміщення у митній палаті. У Спіда було високорозвинене «живописне чуття».
У 1575 році в Лондоні він узяв шлюб із Сузанною Дрейпер, пізніше у них народилися діти. Серед дітей, безумовно, був син на ім'я Джон Спід, пізніше «вчена» людина з докторським ступенем, і невідома кількість інших, оскільки літописці й історики не можуть зійтися на єдиному числі дітей у подружжя. Незважаючи на це, немає жодних сумнівів, що родина Спіда була відносно заможною.
До 1595 року Спід опублікував карту біблійного Ханаана, у 1598 році він представив свої карти королеві Єлизаветі, а в 1611—1612 він опублікував карти Великої Британії, а його син, можливо, допомагав Спіду в обстеженнях англійських міст.
У віці 77 або 78 років, у серпні 1629, Спід помер. Він похований разом зі своєю дружиною у Лондоні, в церкві святого на вулиці Фор. Пізніше за вівтарем церкви встановлений пам'ятник Джону Спіду. Згідно з вебсайтом церкви, цей пам'ятник — один з кількох у цій церкві, який пережив бомбардування Лондона 1940—1941 років.

## Праці
У 1601 і 1627 роках Спід створив історичні карти, що зображують вторгнення в Англію та Ірландію. Також розробив карти, що показують поточний час — з грубо виконаними чернетками, але привабливими, барвистими остаточними версіями своїх карт.
Завдяки заохоченням Вільяма Кемдена Спід почав свою «Історію Великої Британії», яка була опублікована в 1611 році. Хоча він, ймовірно, мав доступ до уже втрачених історичних джерел, (він однозначно використовував роботи Сакстона і Нордена), його робота як історика зараз вважається другорядною за важливістю, порівняно з його картографічною працею, з якої найважливіший його внесок, імовірно, це міські плани, багато з котрих забезпечують перший візуальне зображення відповідних британських міст. У роки, що передували цьому етапу, під час укладання свого атласу, він надіслав листа Роберту Коттону, члену британського уряду, просячи про допомогу зі збором необхідних матеріалів.

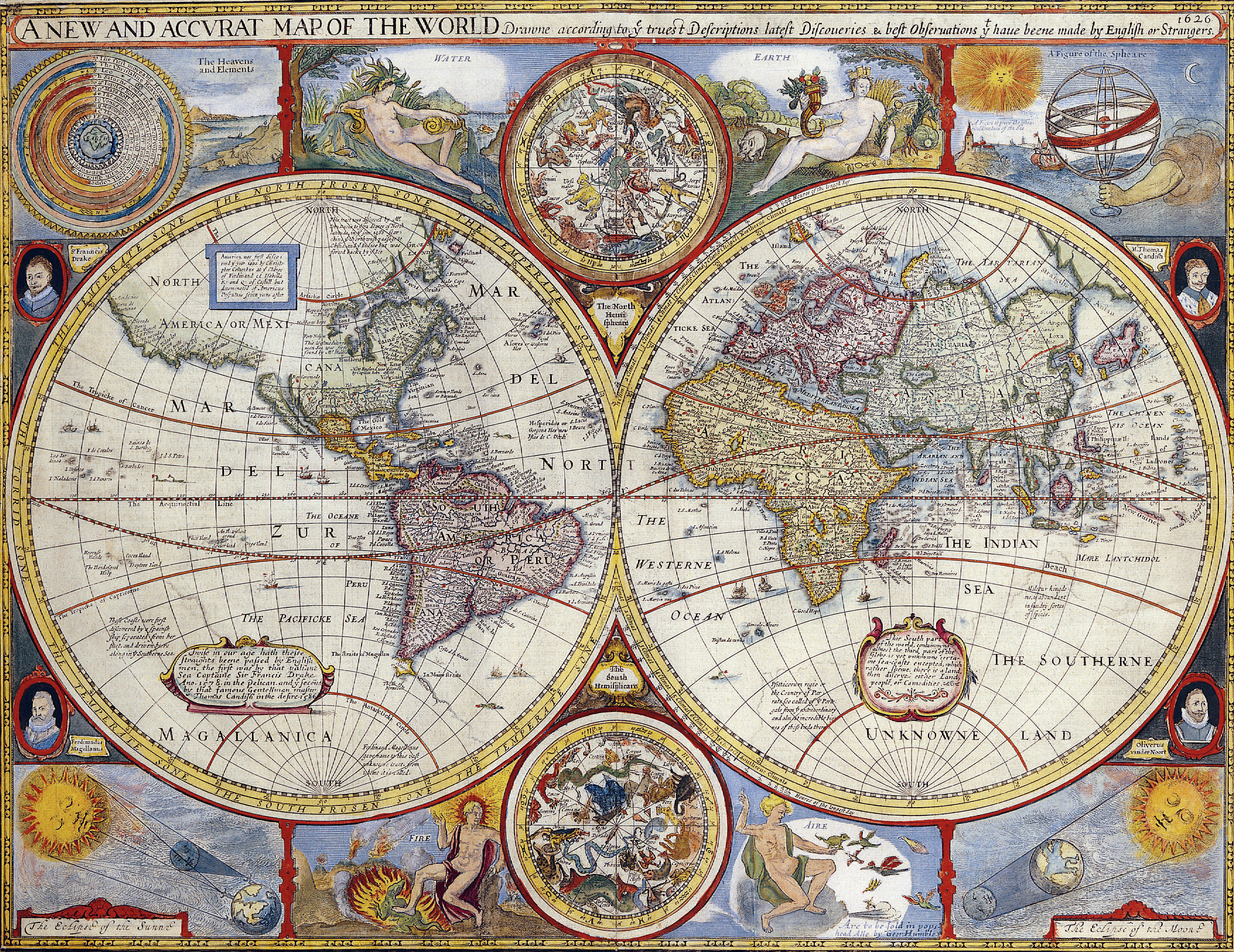
У 1627 році Джордж Гамбл опублікував атлас з картами найвідоміших частин світу, надрукований Джоном Доусоном. Це карта світу з цього атласу з ім'ям Джона Спіда в назві, але не приписана авторству Спіда.

Його атлас «Арена імперії Великої Британії» опублікований в 1611 і 1612 роках і містив перший набір окремих карт графств Англії та Уельсу, а також карти Ірландії і загальну карту Шотландії. До карт зроблено вступ на початку, у якому автор звернувся до свого «приємно враженого і прихильного читача», визнаючи, що можуть бути помилки, але він зробив все, що міг, і вказав мету свого атласу: «Моя мета… показати стан кожного міста і містечка виключно у Великій Британії… можна підтвердити, що жодне інше королівство у світі не описане так добре… як Велика Британія».
Мапи друкувалися з мідних дощок, і деталі були вигравірувані в зворотному напрямку, щоб на карту вони нанеслись правильним бором. Спід визнавав, що «копіював, адаптував та уклав роботу інших», не роблячи багато самостійних досліджень. Атлас не уникнув політичних поглядів самого Спіда: він називає короля Якова I тим, хто об'єднав «королівства Британських островів». У 2016 році Британська бібліотека опублікувала видання репринтів цієї колекції карт, з передмовою від колишнього депутата Найджела Ніколсона і супровідними коментарями історика Аласдара Гок'ярда; у видання подано карти територій від Бедфордшира до Норфолка та Уельсу.
Більшість, але не всі, карти графств мають на них міські плани, серед них і ті, які він намалював сам. У 1627 році, за два роки до своєї смерті, Спід опублікував атлас, який став першим атласом світу, виконаним англійцем; атлас коштував 40 шилінгів, що означало, що його обіг обмежувався «багатшими клієнтами і бібліотеками», де багато примірників і збереглися.

## Карти

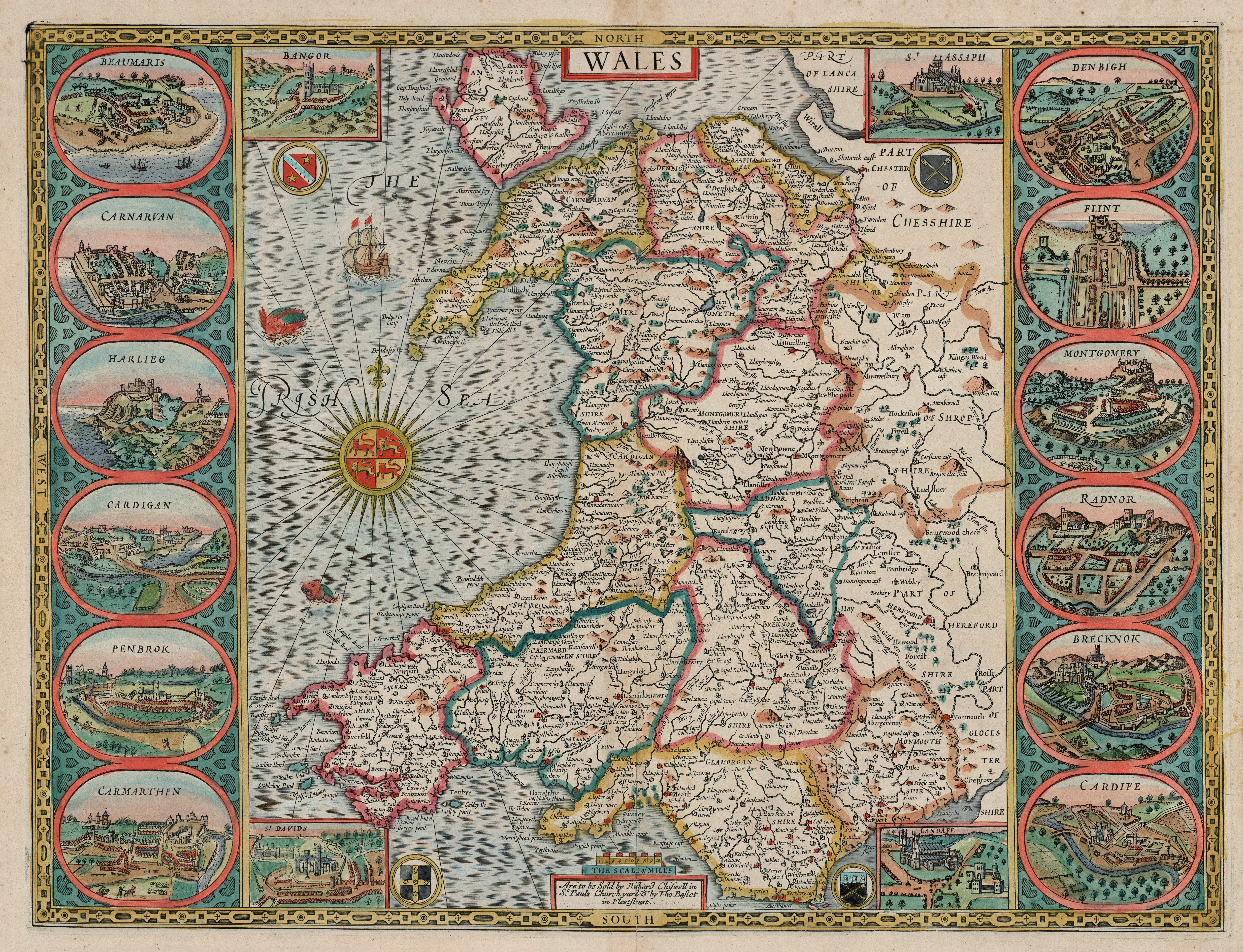
Карта Уельсу, 1620
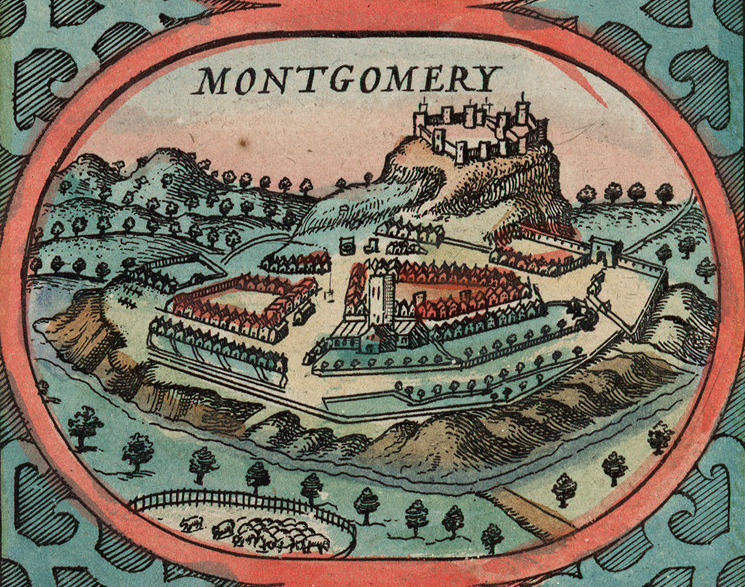
Приклад вставки з карти Уельсу 1610
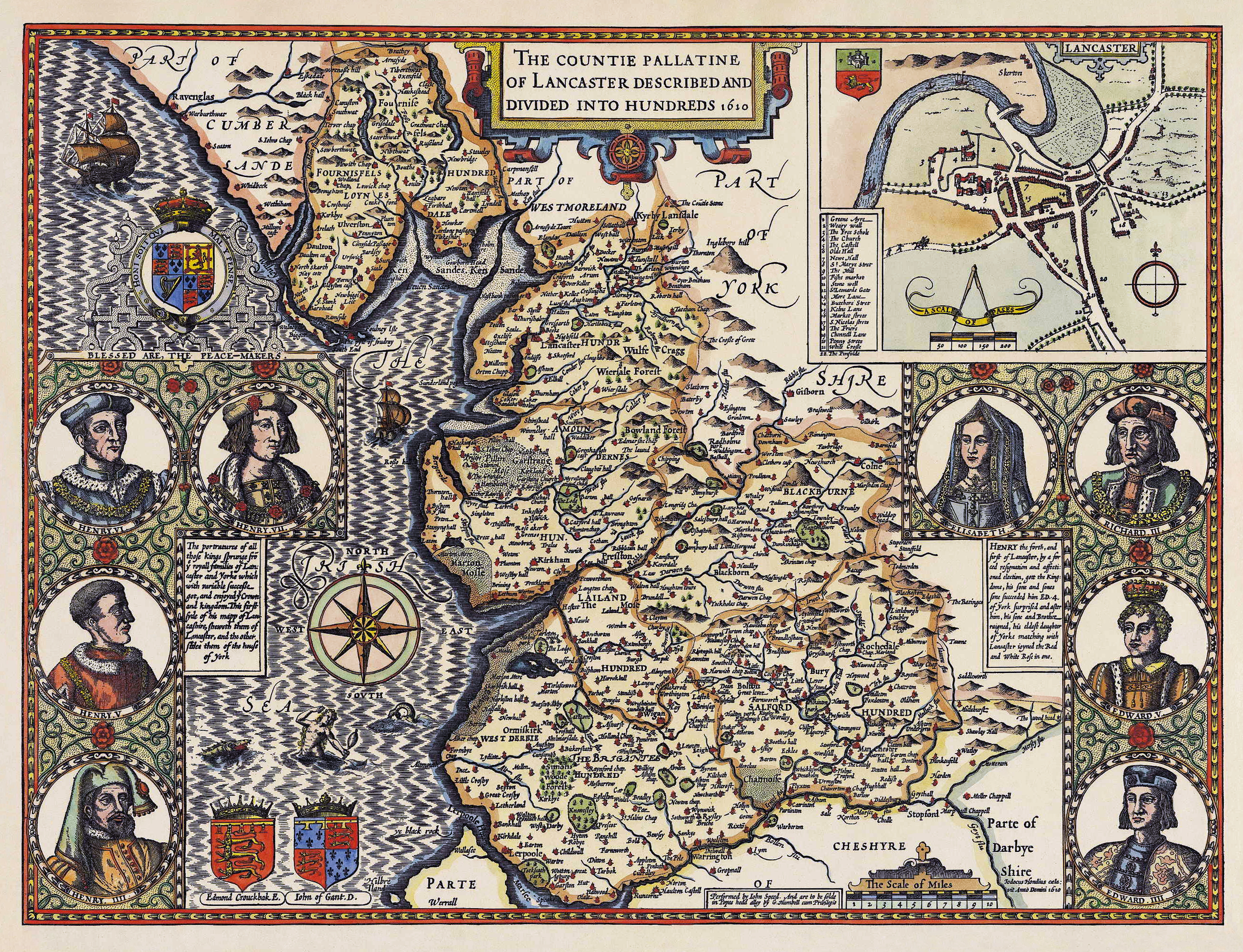
Ланкашир, описаний і розділений на сотні, 1610
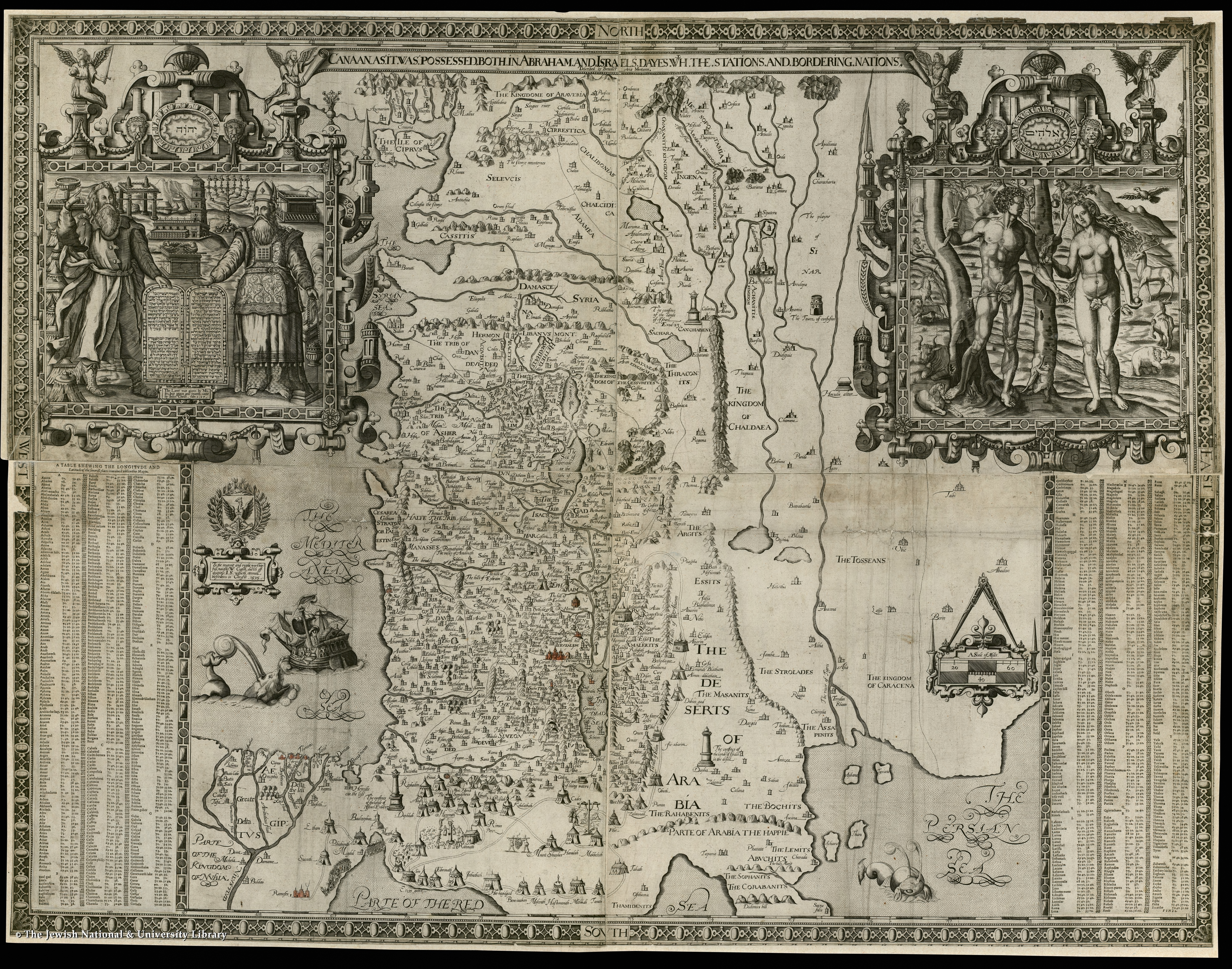
Настінна 4-сторінкова мапа Ханаану, 1595
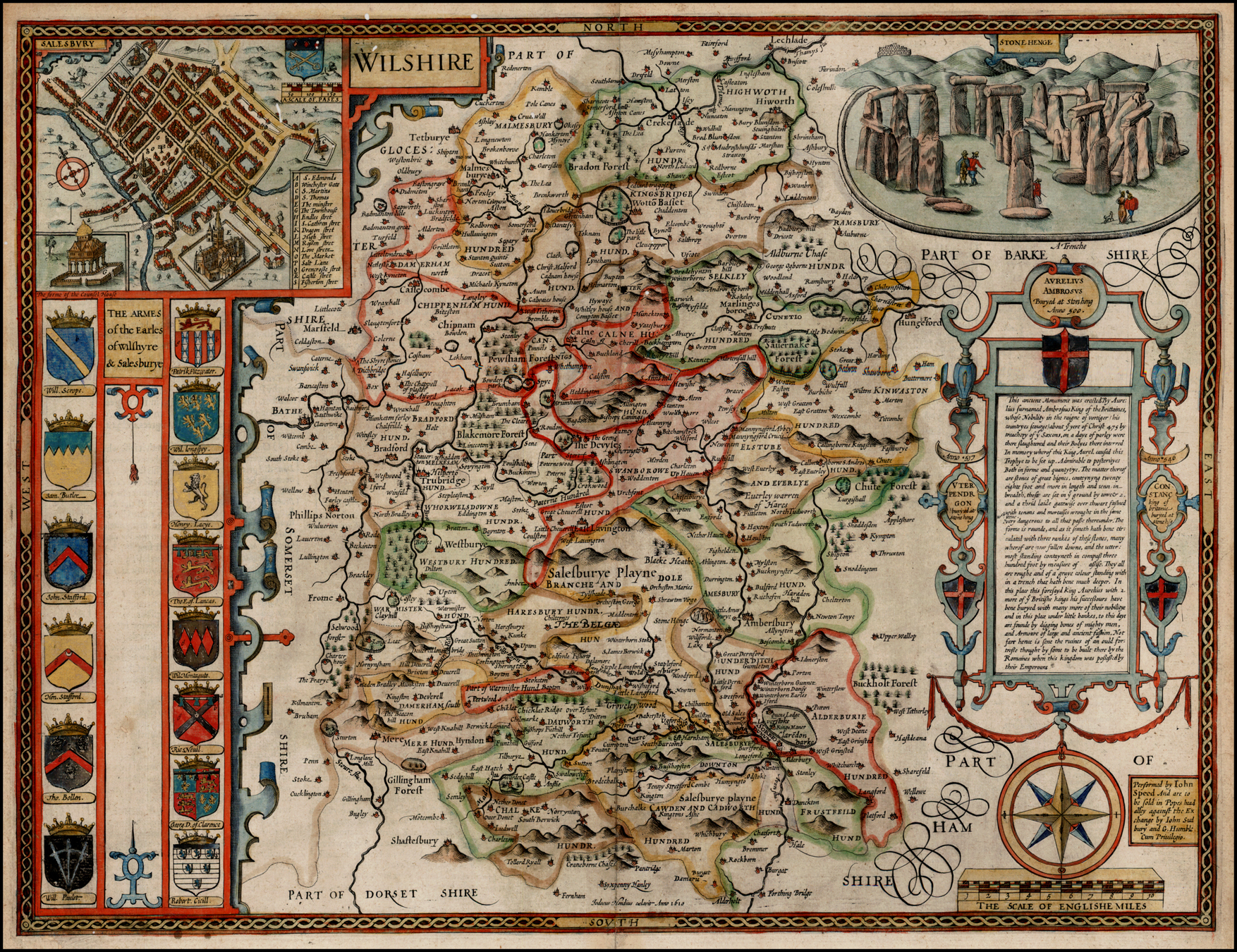
Вілтшир, 1610, з містом Солсбері і видом на Стоунхендж
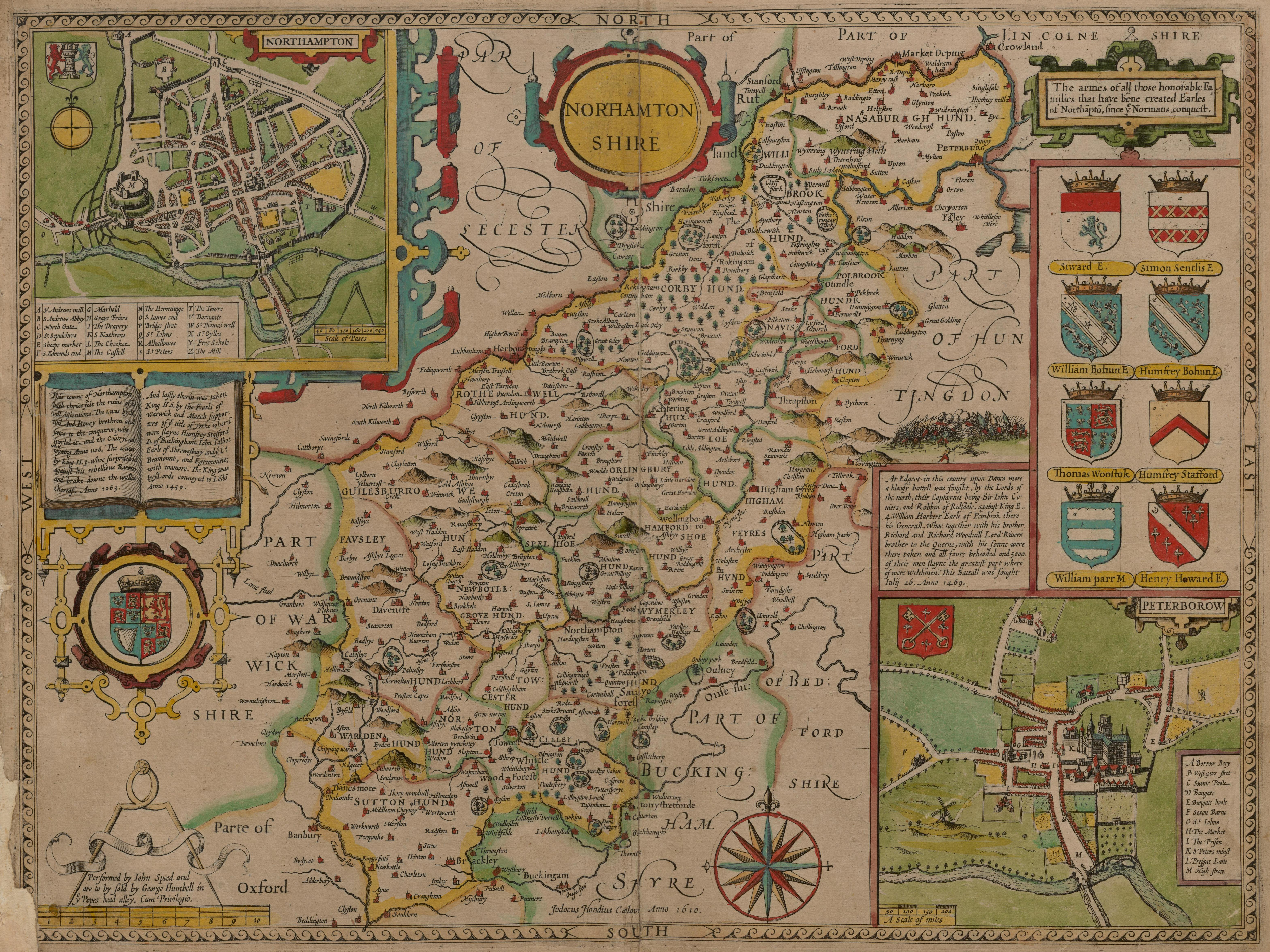
Нортгемптоншир, 1610
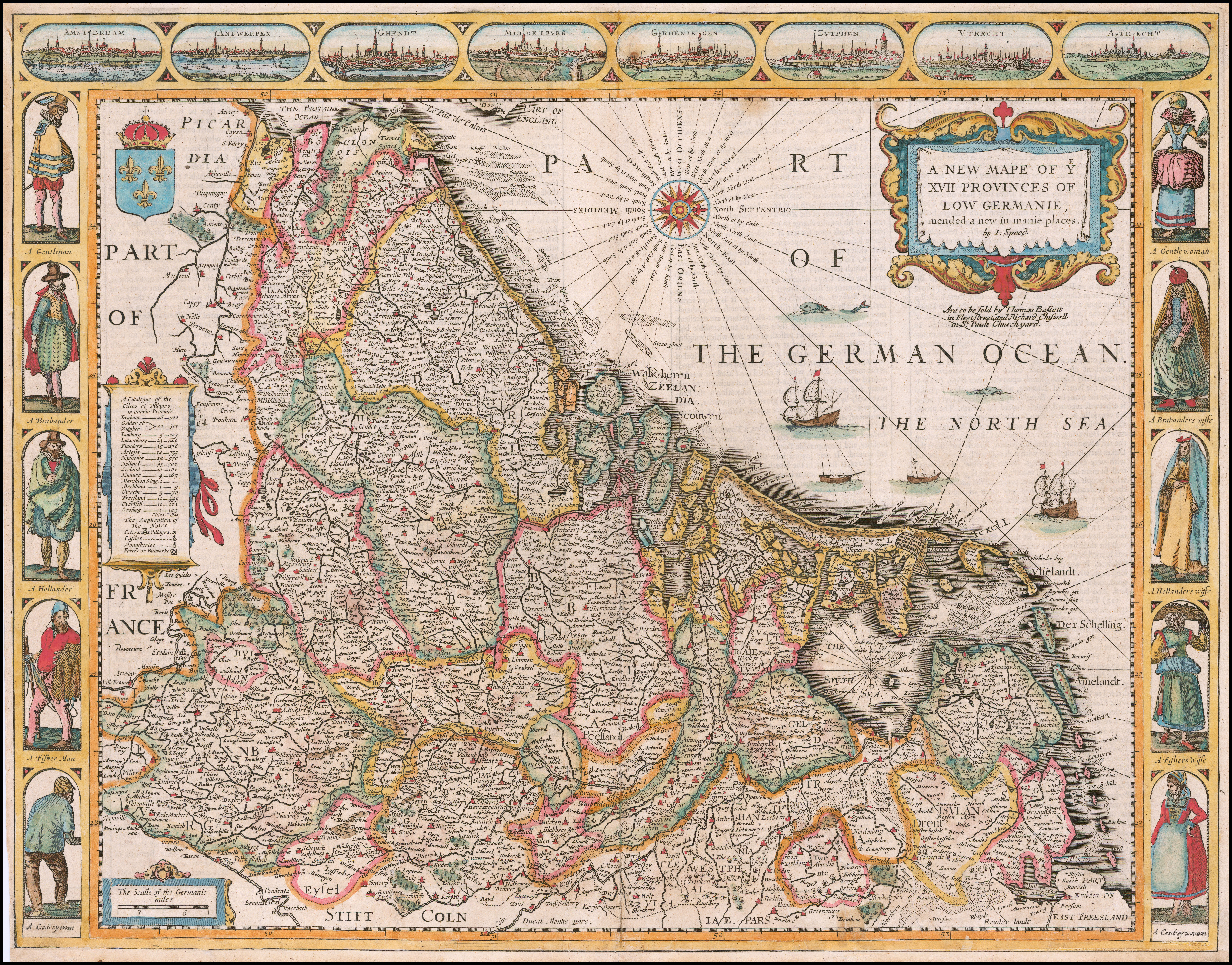
Нідерланди, 1626
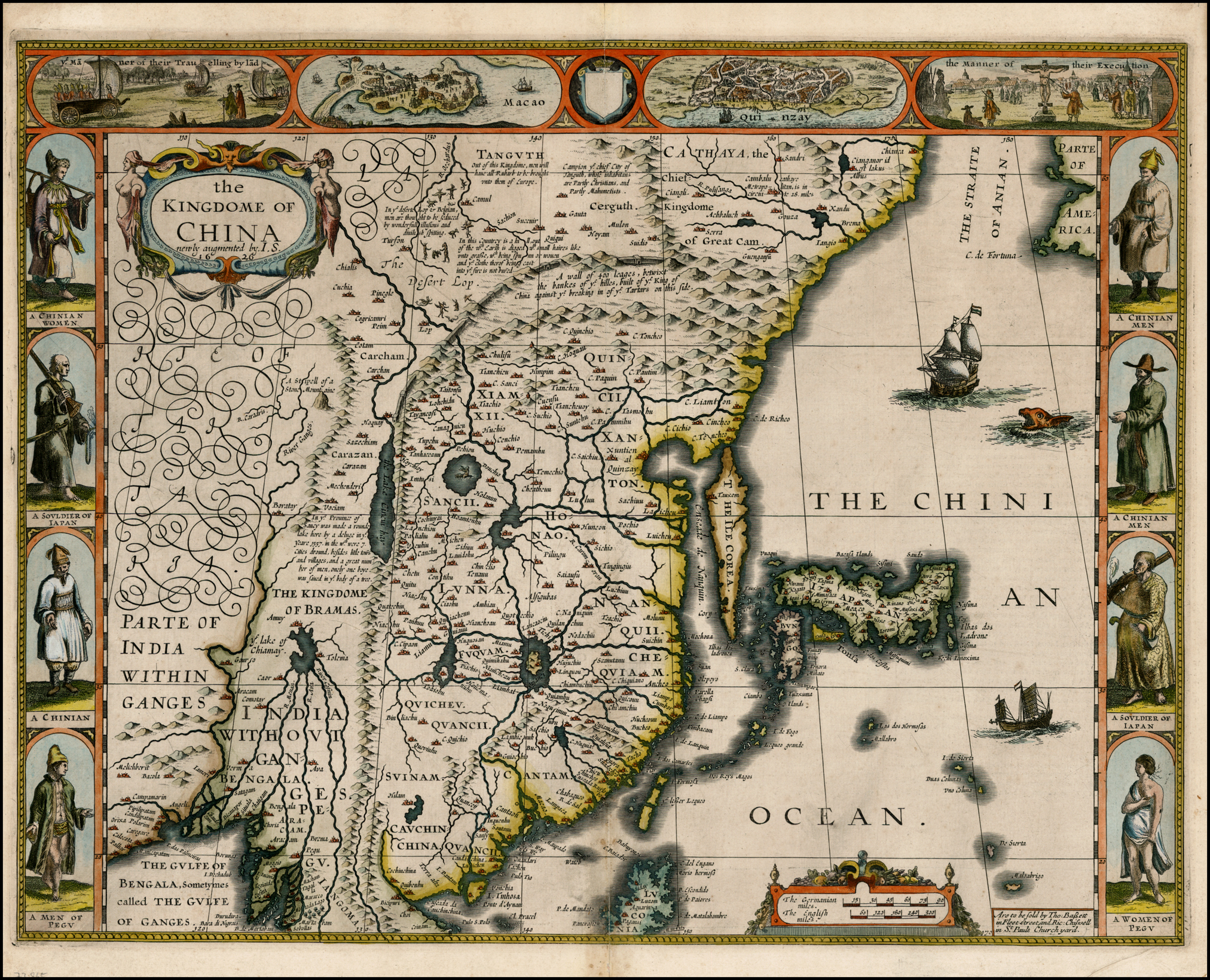
Королівство Китаю, 1626
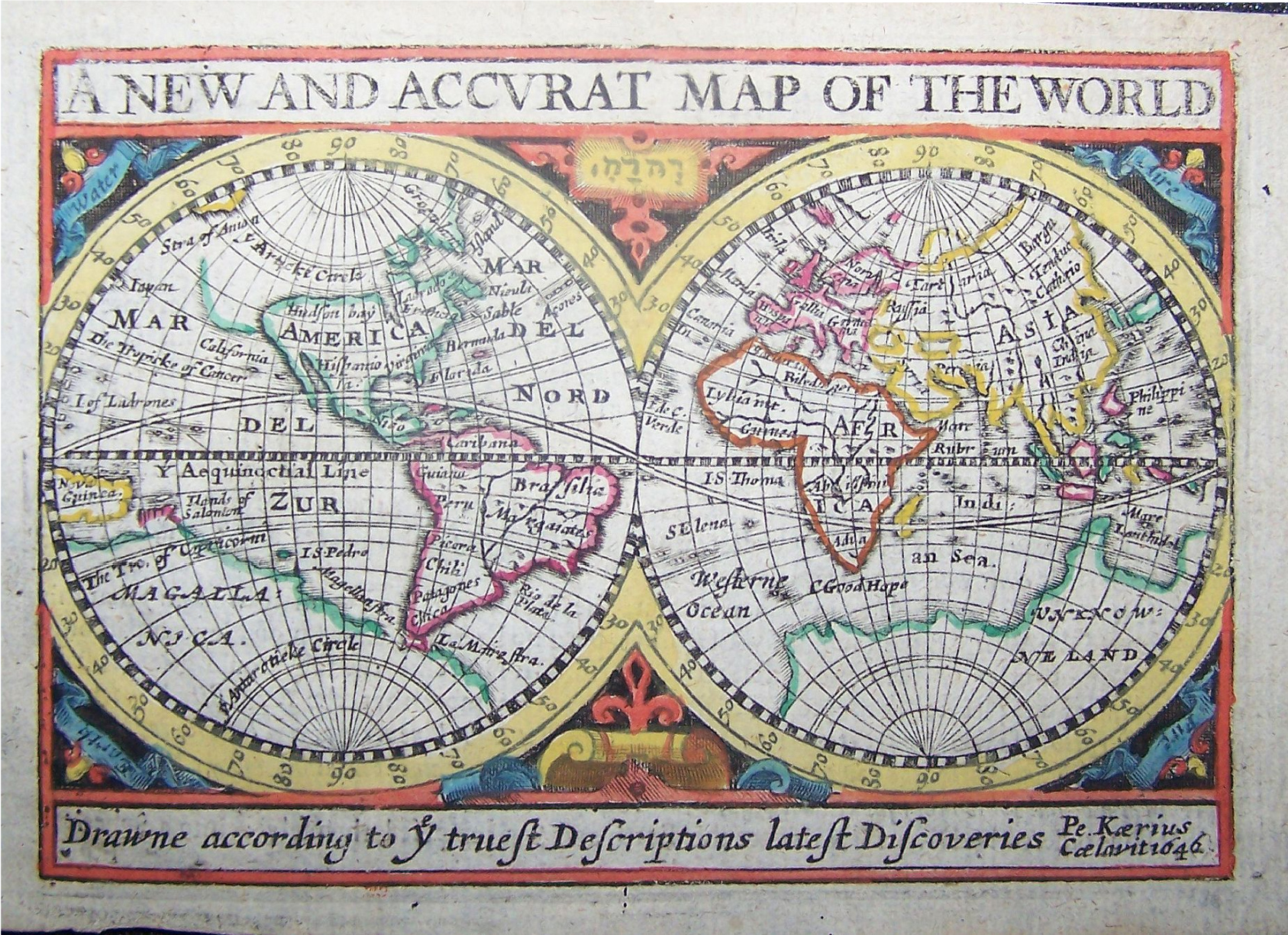
Нова карта світу, 1646, мініатюрне видання
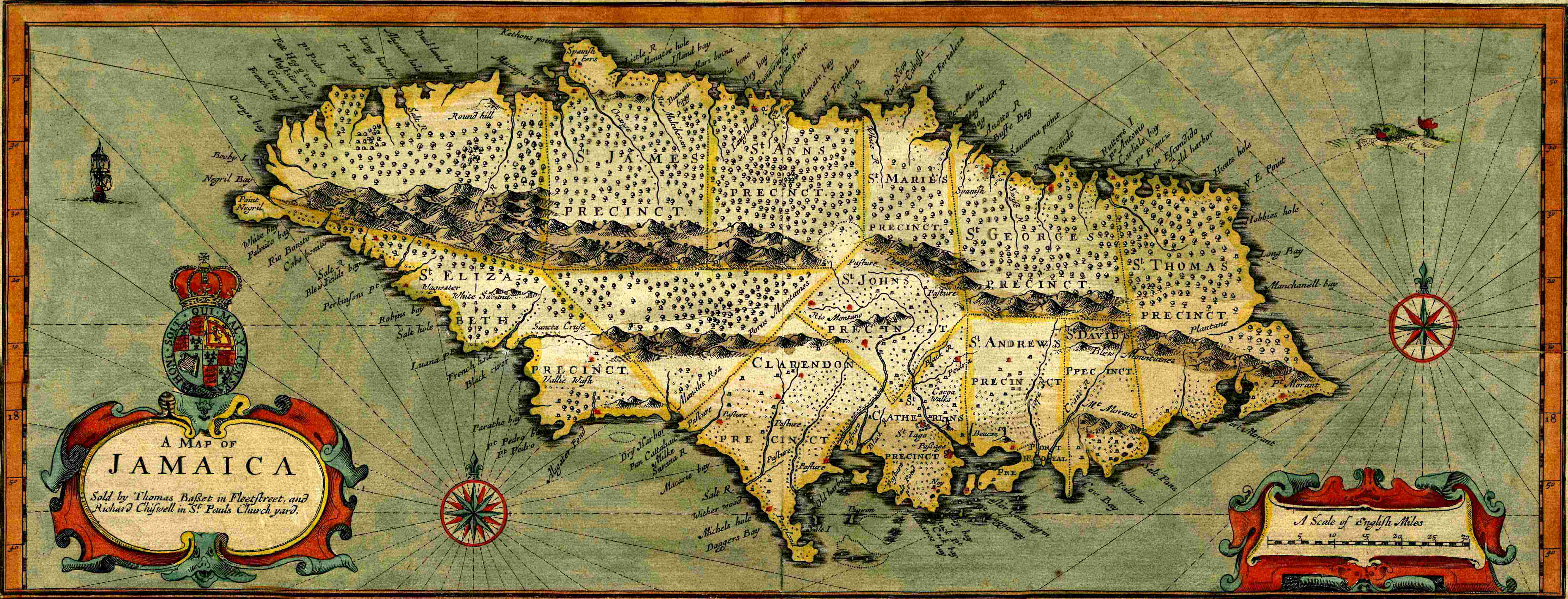
Ямайка, 1676
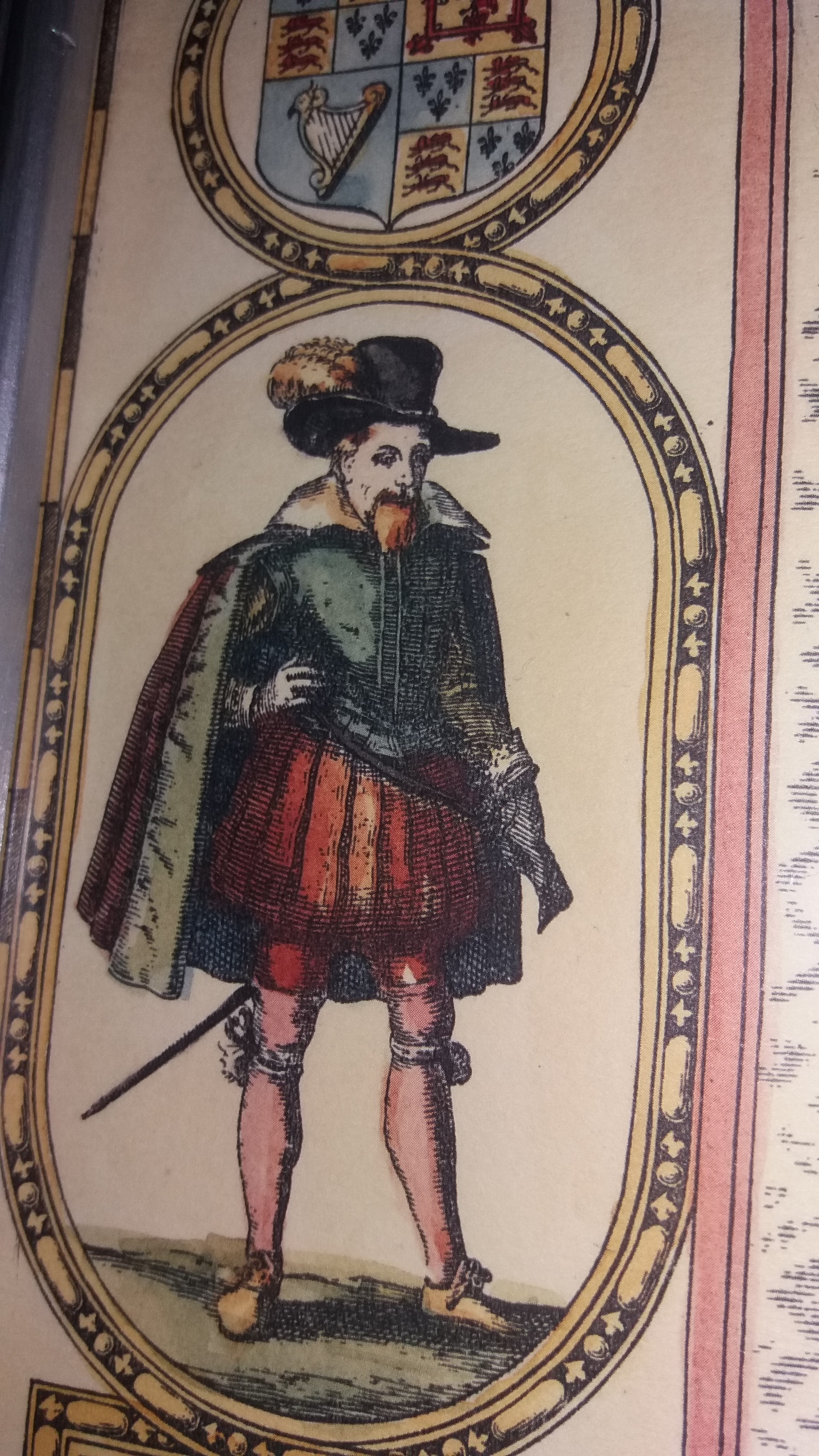
Яків VI на карті Шотландії, 1610
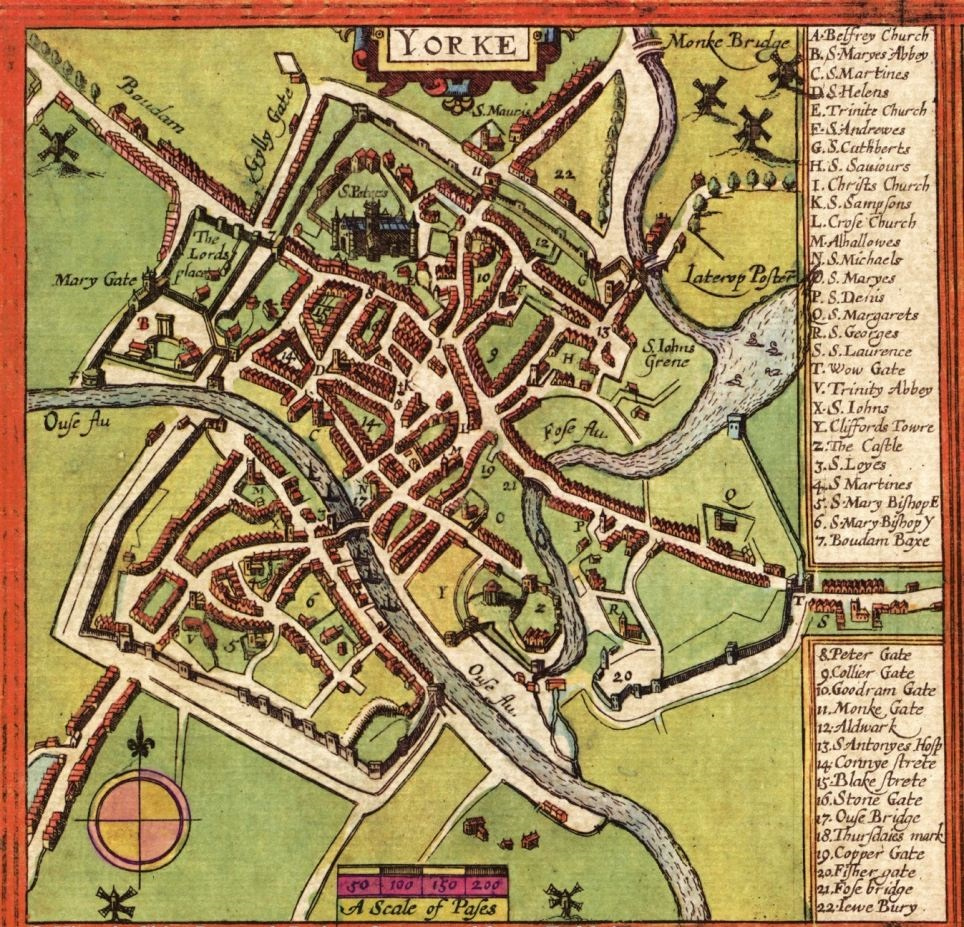
Йорк, 1611

## Вставки з планами міст

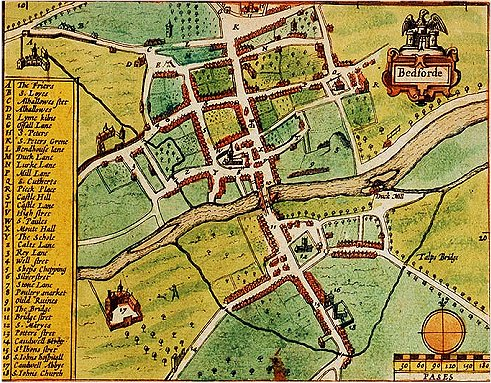
Бедфорд, 1611
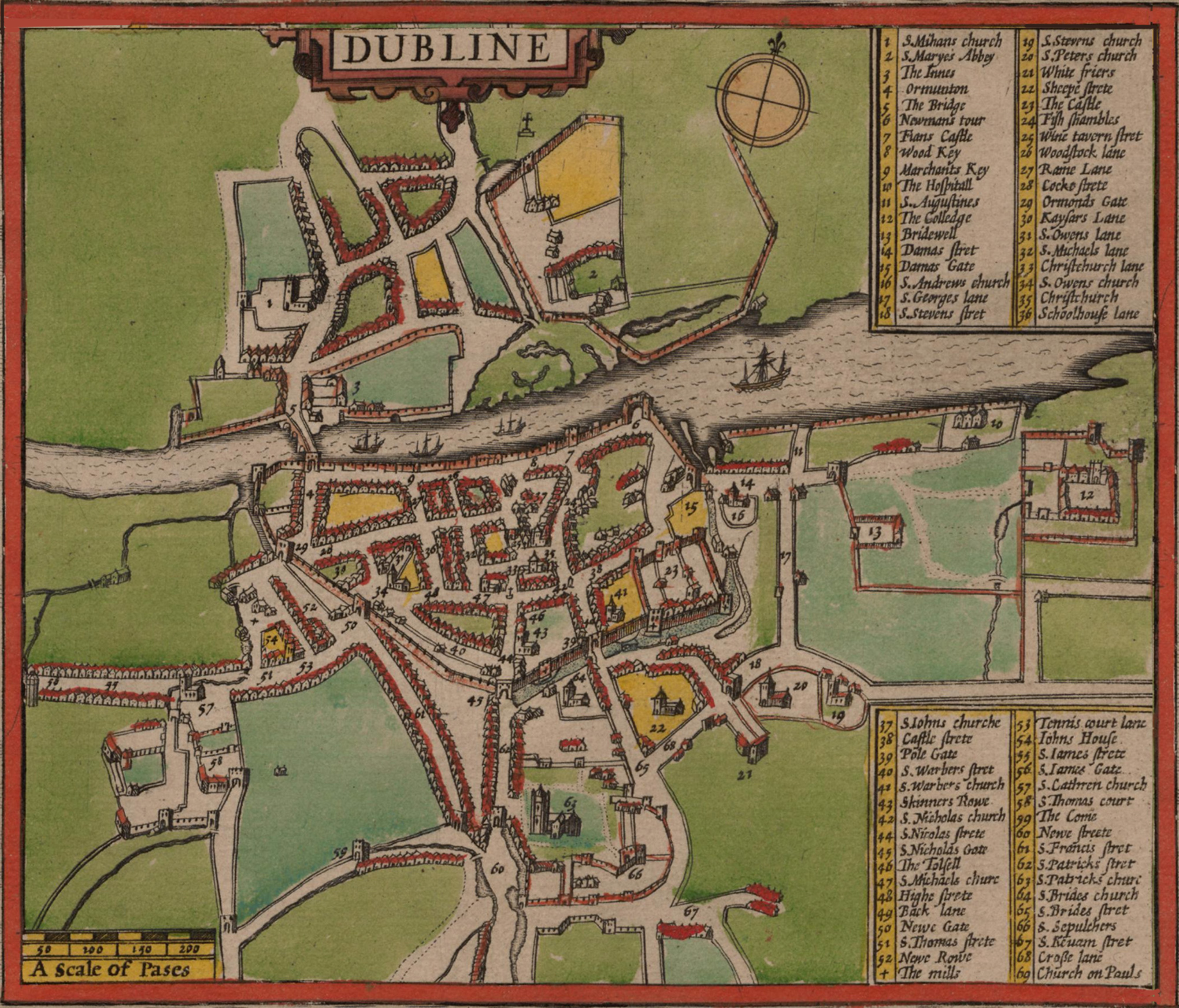
Дублін, 1610; перевидання 1896 року
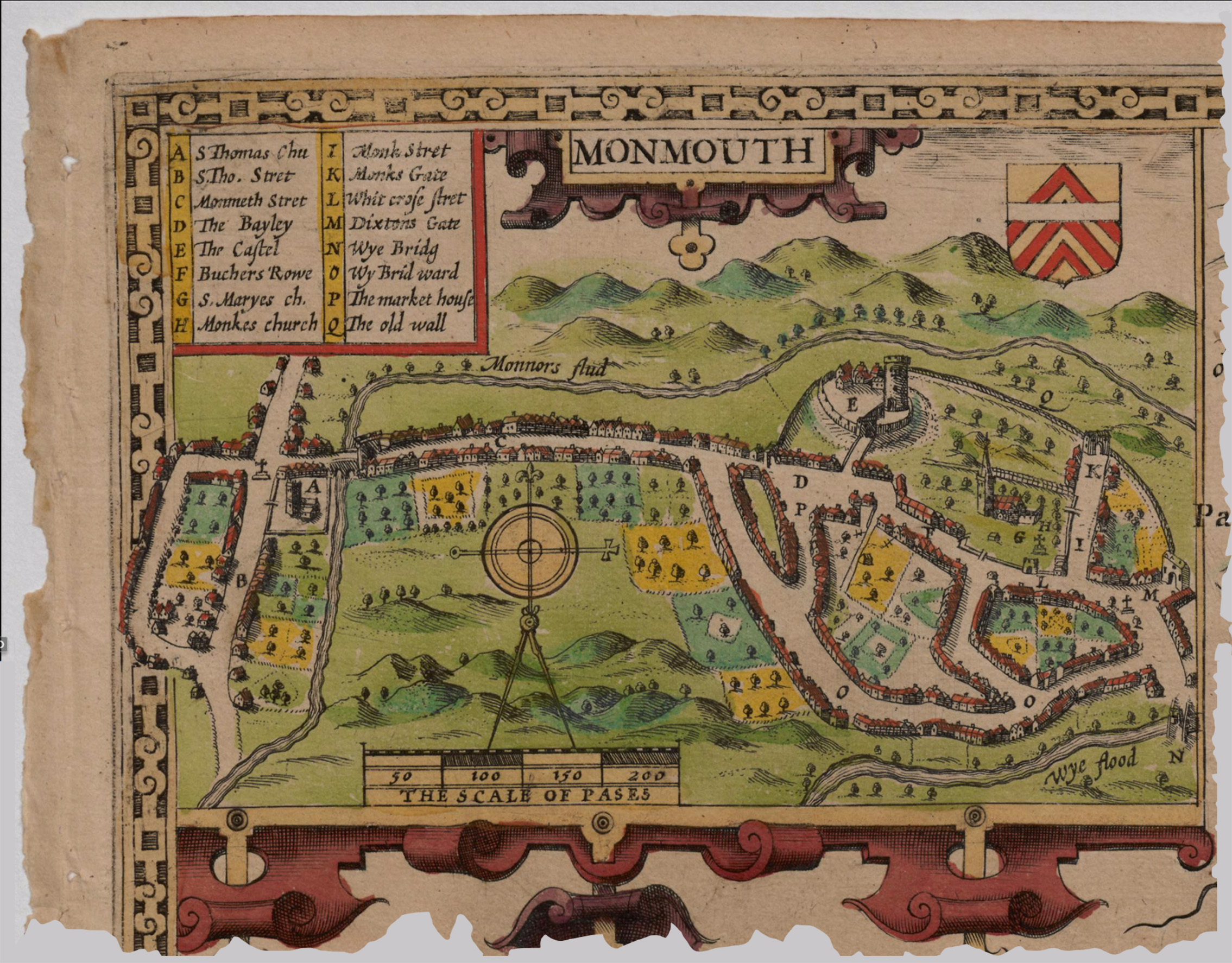
Монмут, 1610
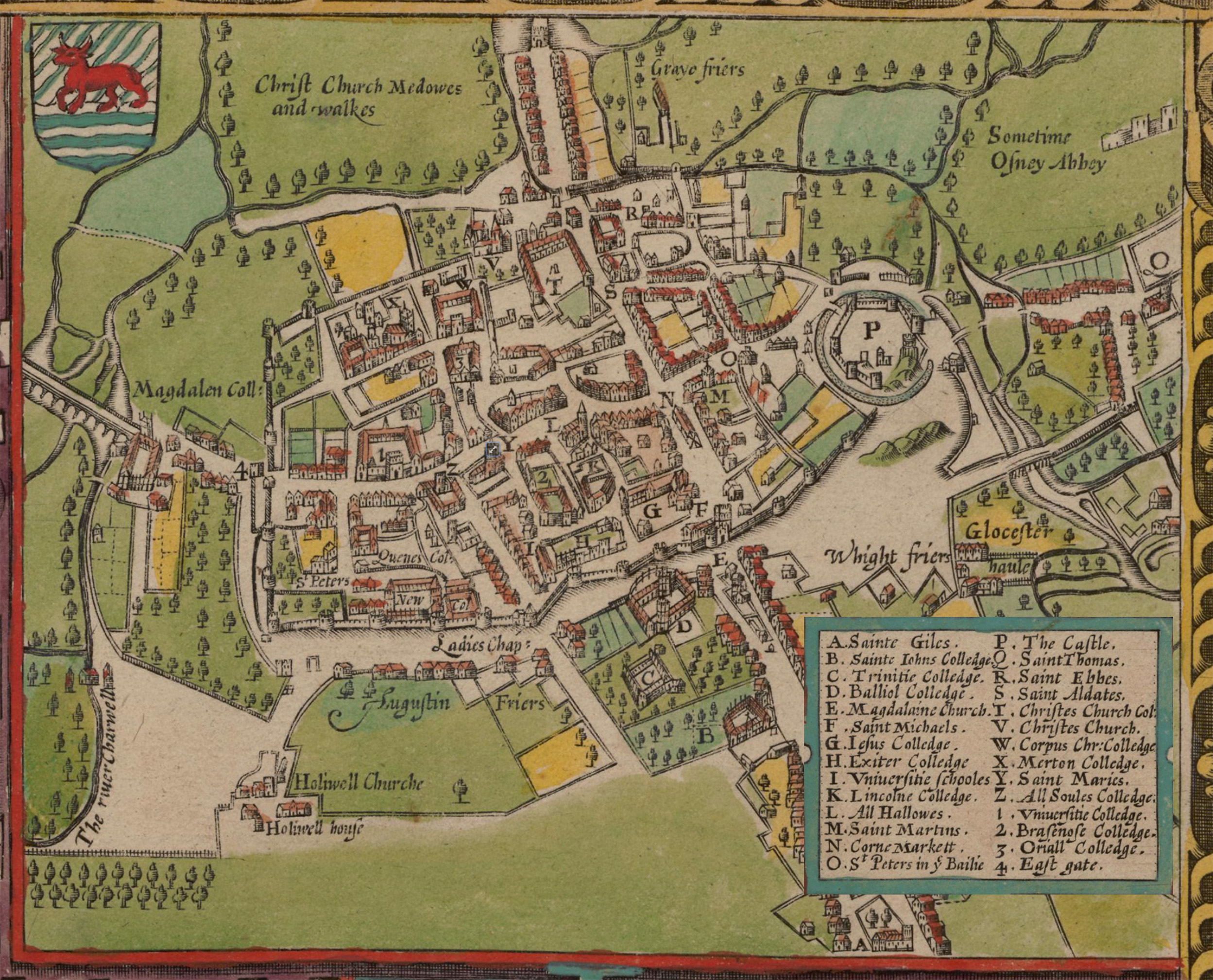
Оксфорд, 1610
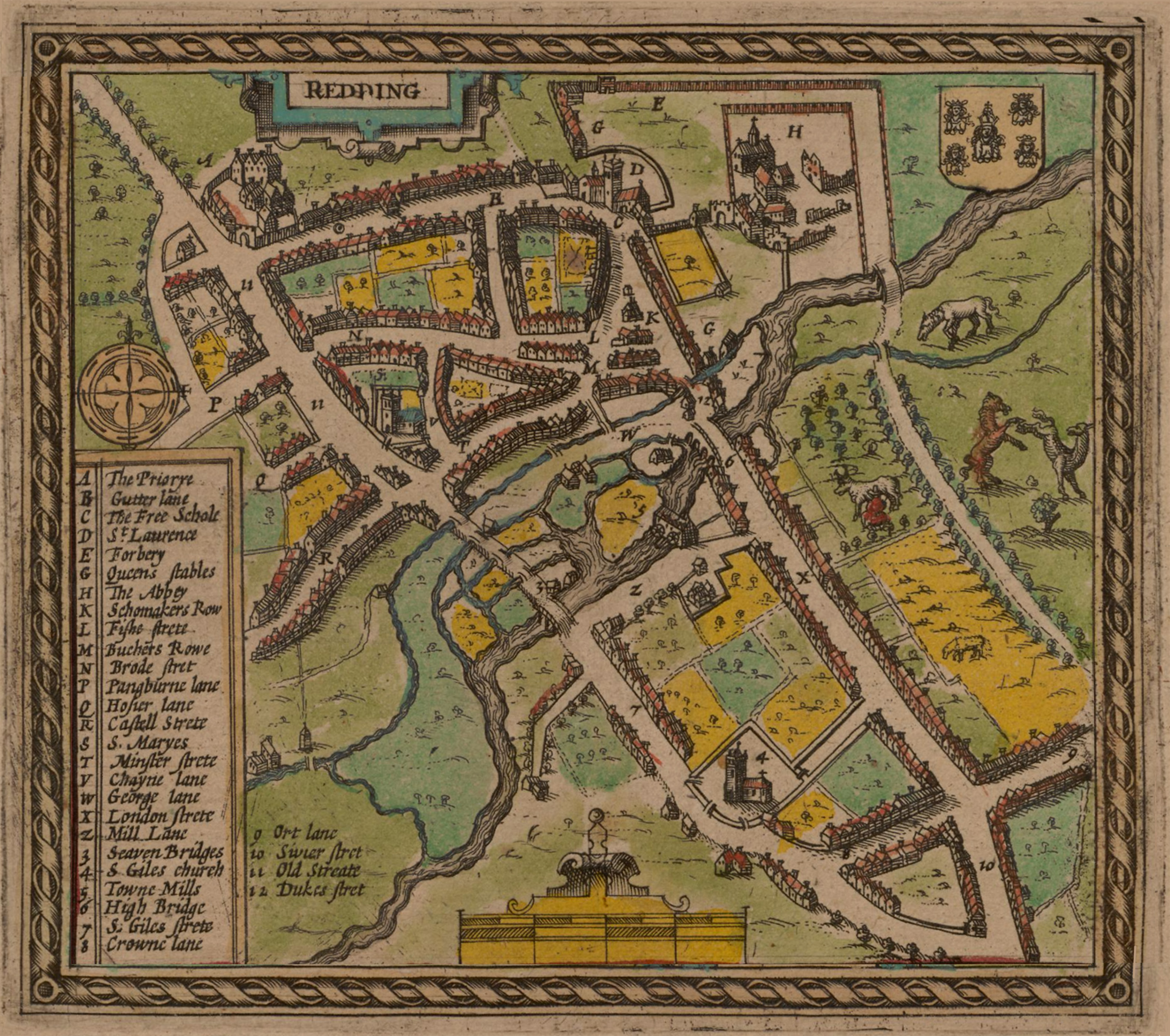
Редінг, 1610
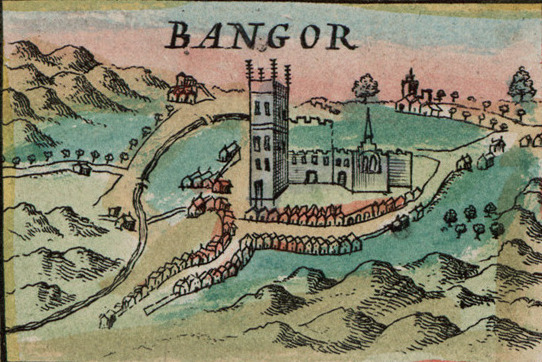
Бангор, 1610
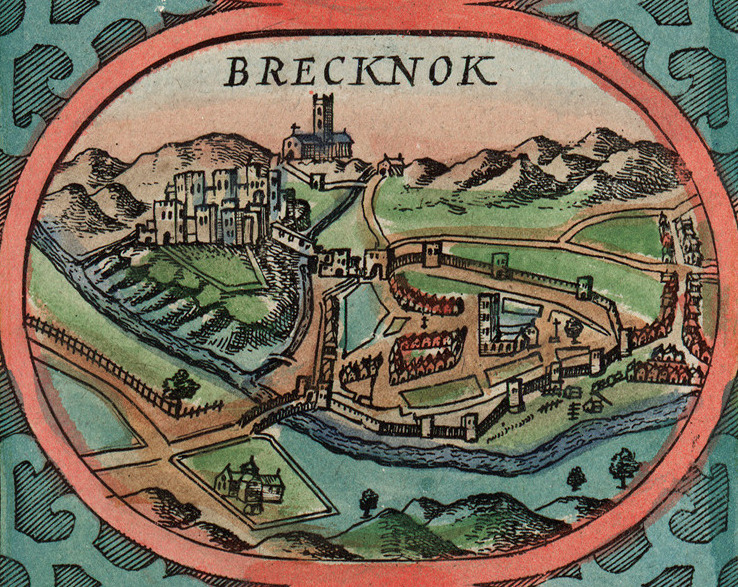
Брекон, 1610
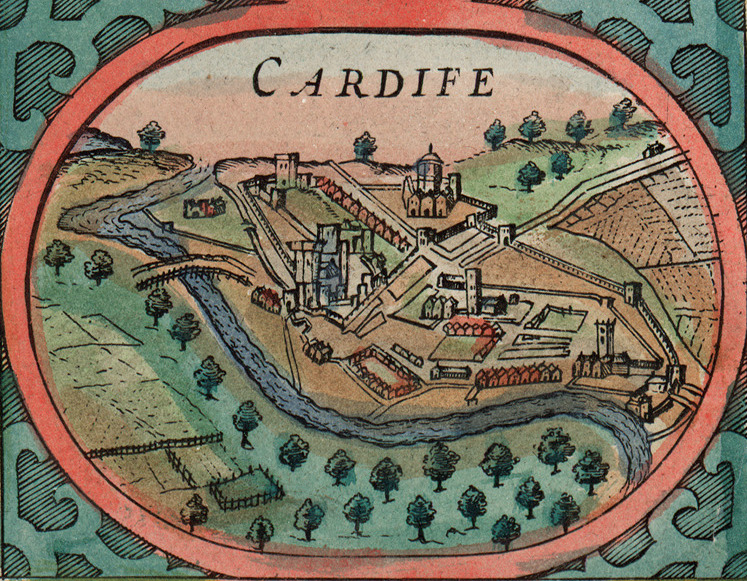
Кардіфф, 1610
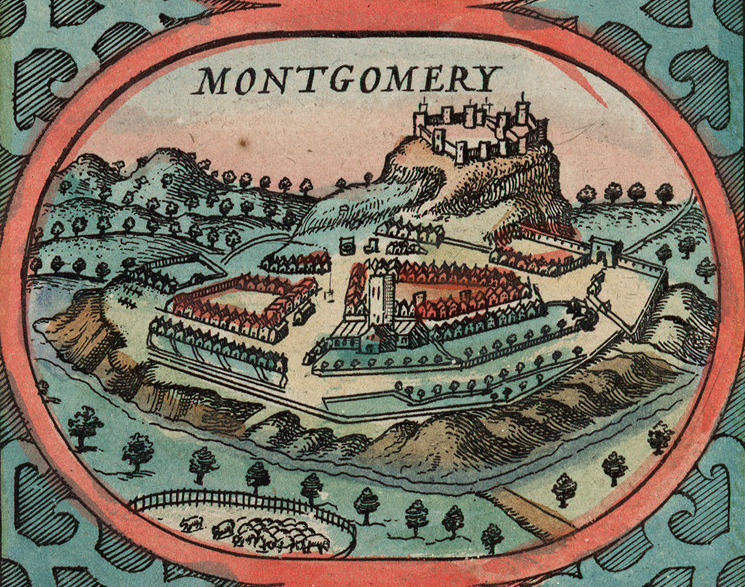
Монтгомерішир[en], 1610
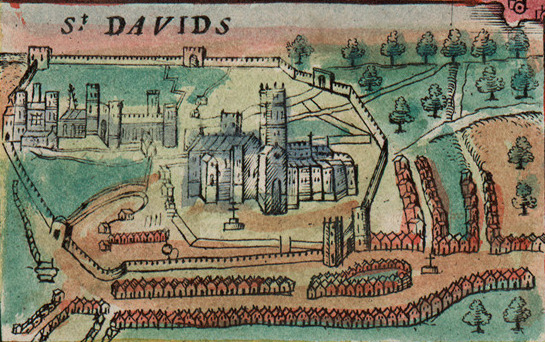
Сент-Дейвідс, 1610

## Публікації
- John Speed, History of Great Britaine Under the Conquests of Romans, Saxons, Danes, and Normans (London, 1611)
- John Speed, The genealogies recorded in the Sacred Scriptures according to euery family and tribe with the line of Our Sauior Jesus Christ obserued from Adam to the Blessed Virgin Mary (London, 1611)
- John Speed, The Theatre of The Empire of Great Britaine, Presenting an exact geography of England, Scotland, and Ireland (London, 1611–12)
- John Speed, Theatrum Imperii Magnae Britaine (London, 1616)
- John Speed, England, Wales, Scotland and Ireland: Described and Abridged with Ye Historic Relation of Things Worthy Memory: from a Farr Larger Voulume (London, 1627) The «Farr Larger Volume» is The Theatre of The Empire of Great Britaine.
- John Speed, A Prospect of the Most Famous Parts of the World (London, 1627)